# جون إدغار ويدمان
جون إدغار وايدمان (بالإنجليزية: John Edgar Wideman)‏ (14 يونيو 1941- ) روائي وقاص أمريكي.

## نشأته وأول أعماله

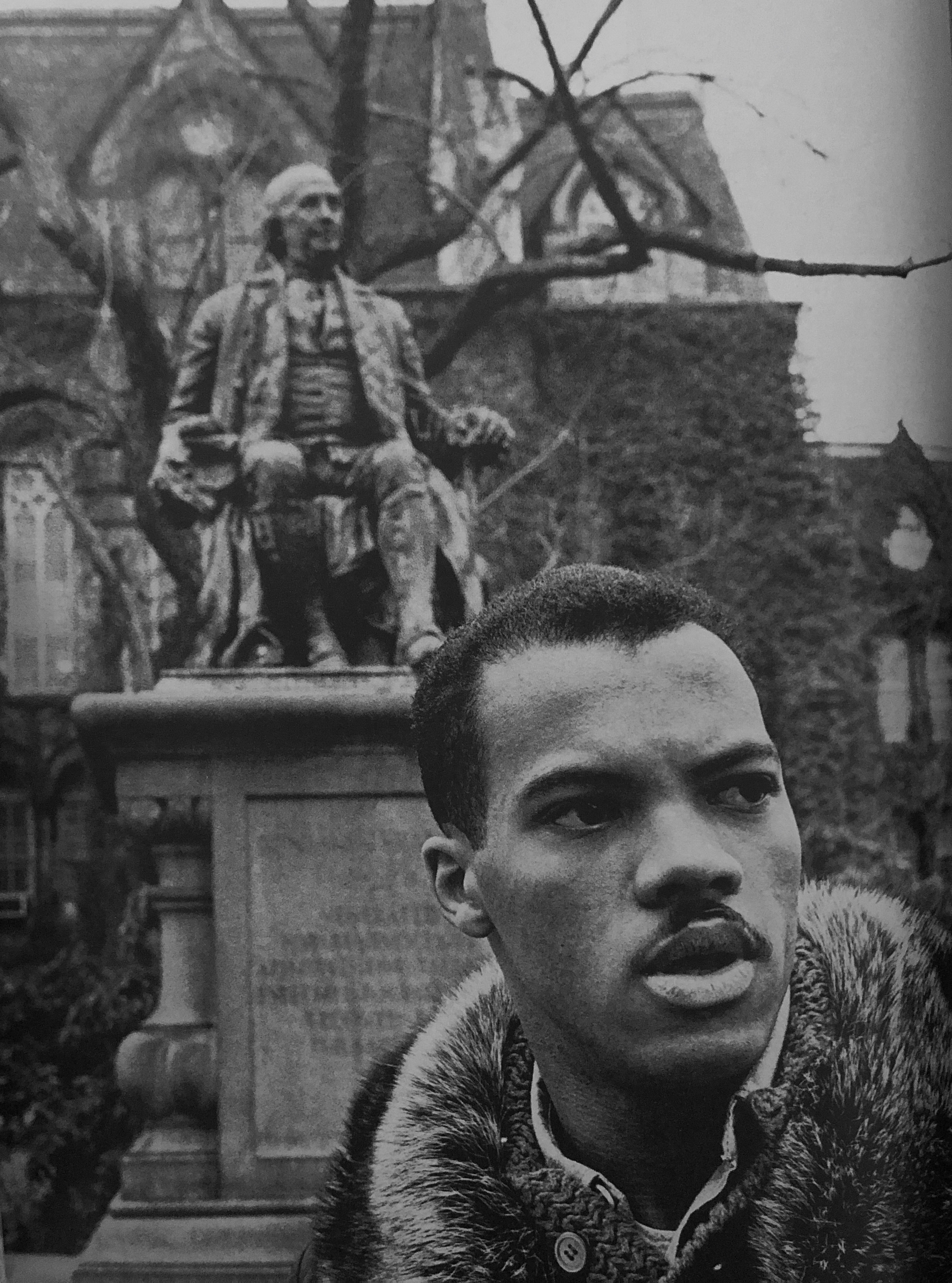
جون إدغار ويدمان أمام تمثال لبنجامين فرانكلين في حرم جامعة بنسلفانيا، 1963.

نشأ في بيتسبرغ، بنسلفانيا، وتفوق وايدمان كطالب رياضي في جامعة بنسلفانيا، في عام 1963، أصبح ثاني أمريكي من أصل أفريقي يفوز بمنحة رودس للدراسة في جامعة أكسفورد. بالإضافة إلى عمله ككاتب، عمل وايدمان في الأوساط الأكاديمية كأستاذ للأدب والكتابة الإبداعية في الجامعات العامة وفي عام 1967، قبل وايدمان منصب عضو هيئة تدريس في جامعة بنسلفانيا، في ذلك الصيف، نُشرت روايته الأولى «لمحة سريعة».
استكشف وايدمان في كتاباته تعقيدات العرق، والأسرة، والصدمات النفسية، ورواية القصص، والعدالة في الولايات المتحدة. لعبت تجربته الشخصية، بما في ذلك سجن شقيقه، دورًا مهمًا في عمله.
كان أول شخص يفوز بـ جائزة بن/مالامود مرتين، تشتهر كتاباته بالتقنيات التجريبية والتركيز على التجربة الأفريقية الأمريكية.

## الروايات
- لمحة سريعة، 1967
- هاري هوم، 1970
- ذا لينشرز، 1973
- مكان الاختباء، 1981
- أرسلت لك أمس، 1983
- روبن، 1987
- حريق فيلادلفيا، 1990
- قتل الماشية، 1996
- مدينتان، 1998
- فانون، 2008
- طبعات جامعة
- ثلاثية آفون، 1985
- كتب هوموود، 1992
- الهويات: ثلاث روايات مبكرة لجون إدغار وايدمان، 1994

## مجموعات قصصية
- دامبالا – 1981
- حمى، 1989
- كلها قصص حقيقية لجون إدغار، 1992
- صالة الله، 2005
- موجزات، 2010
- التاريخ الأمريكي، 2018
- لقد جعلتني أحبك: قصص مختارة، 2021

## مذكرات وغيرها
- الإخوة وحراس المرمى، 1984
- الأب والأم: تأمل في الآباء والأبناء والعرق والمجتمع، 1994
- جذور الأطواق: كرة السلة والعرق والحب، 2001
- لقد نمت روحي بعمق: كلاسيكيات الأدب الأفريقي الأمريكي المبكر، 2001
- الجزيرة: الاتجاهات الجغرافية الوطنية، 2003
- الكتابة لإنقاذ الحياة: ملف لويس تيل، 2016

## روابط خارجية
- خبرة جون ادغار ويدمان - مصادر أونلان - جامعة دوكيوسن [1]

1. ↑  "LibGuides: The John Edgar Wideman Experience: Home" (بالإنجليزية). Archived from the original on 2021-01-26. Retrieved 2021-10-23.